# Kinder Happy Hippo

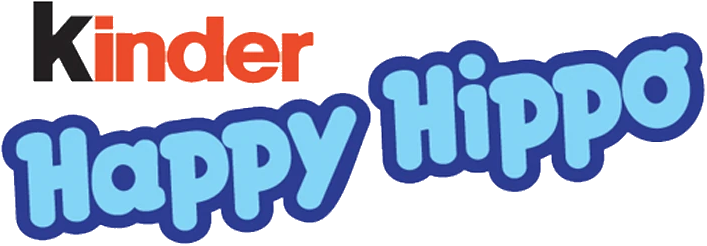
Logo

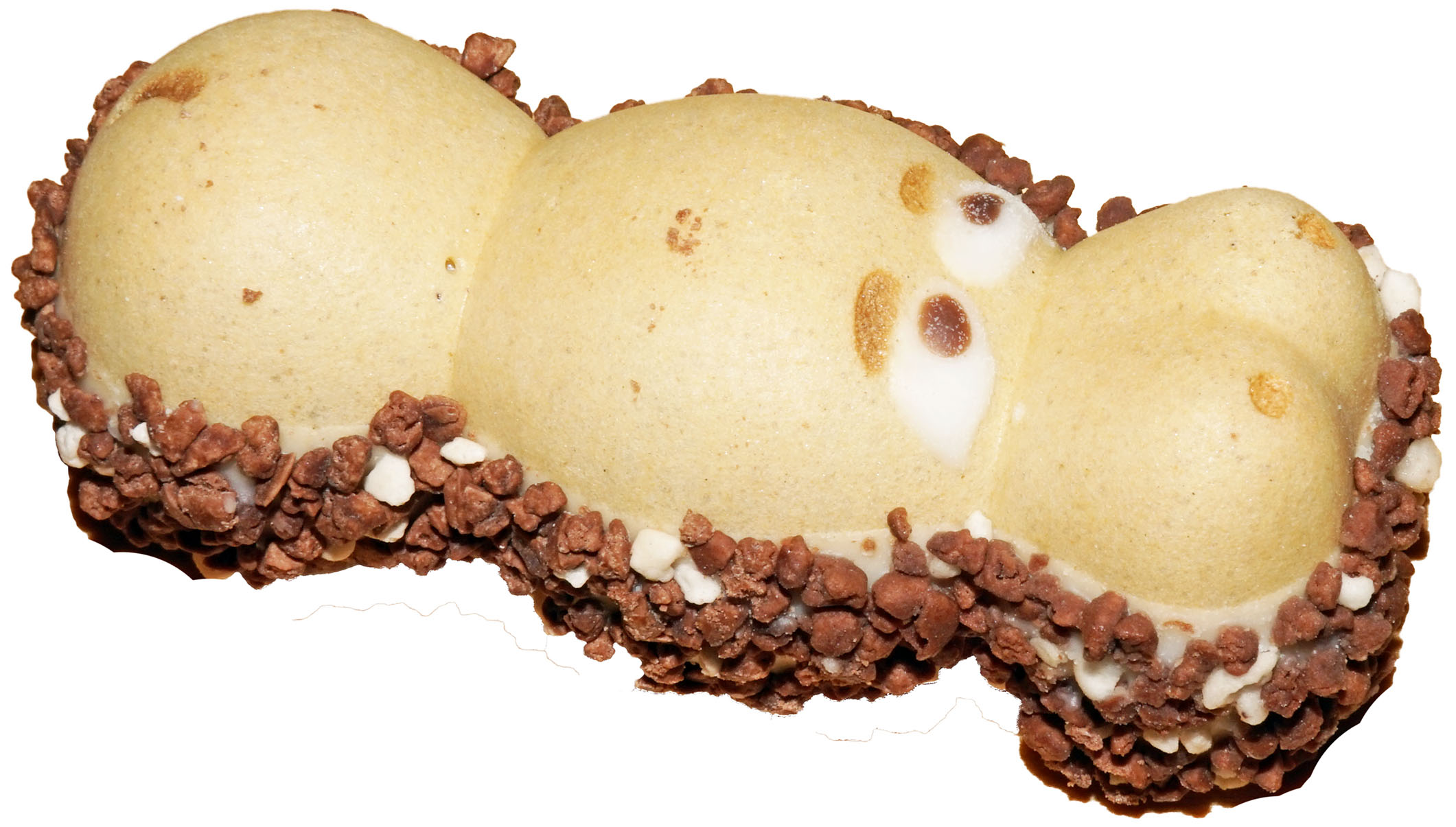
Kinder Happy Hippo

Kinder Happy Hippo ist eine Süßware der Firma Ferrero, die 1995 auf den Markt kam und nach den jahrelang in den Überraschungseiern versteckten Figuren „Happy Hippos“ des Designers André Roche benannt wurden.
Der ursprüngliche Happy Hippo Snack ist nicht mehr zu erwerben und wurde durch Happy-Hippo Crocky ersetzt, welcher später in Happy-Hippo cacao umbenannt wurde. Dieser enthält nicht mehr Haselnusscreme, sondern eine helle und eine dunkle Creme und ist nicht mehr mit Schokolade überzogen.
Im Jahr 2002 investierte Ferrero 70 Millionen Euro in eine Produktionsstraße eigens für Happy Hippo.

## Zusammensetzung

### Kinder Happy Hippo Snack
Im Inneren befindet sich eine Creme aus Haselnüssen, umgeben von einer mit Schokolade überzogenen Waffel. Das Ganze hat die Form eines Nilpferdes, darum der Name „Happy Hippo“ (zu deutsch.: fröhliches Nilpferd).
- Zucker, Vollmilchschokolade (24 %), Magermilchpulver, pflanzliches Fett, Haselnüsse (13 %), Waffel, Halbbitterschokolade, Milchbestandteil 27 % Butterreinfett

Der physiologische Brennwert beträgt ca. 2.350 kJ/100 g (562 kcal/100 g). Darin enthalten sind weiterhin Eiweiß, Kohlenhydrate, Fett, Vitamin B12, Vitamin B1, Vitamin E, Calcium und Magnesium.

### Kinder Happy Hippo cacao
- Zucker, pflanzliches Fett, Weizenmehl, Vollmilchpulver, Magermilchpulver, fettarmer Kakao, Haselnüsse, Süßmolkenpulver, Halbbitterschokolade

Der physiologische Brennwert beträgt ca. 2.380 kJ/100 g (570 kcal/100 g). Er besteht zu 50,7 % aus Kohlenhydraten, dabei hauptsächlich aus Zucker, und zu 38 % aus Fett.

## Medien
Ferrero setzte die Happy-Hippo-Figuren im Laufe der folgenden Jahre auch in zahlreichen anderen Produkten wiederholt ein. 2002 hatten die Happy Hippos ihren Auftritt in einer von Lucasfilm genehmigten Parodie der Science-Fiction-Trilogie „Star Wars“ des Hollywood-Produzenten George Lucas. Diese Kinderüberraschung-Sonderserie wurde – in Anlehnung an den original Kinofilm-Titel Das Imperium schlägt zurück – Das Hipperium spielt verrückt genannt. 2009/2010 erschien die Serie Happy Hippo Talent Show in ganz Europa in verschiedenen Ferrero-Erzeugnissen. Ende 2007 erschien das Videospiel Happy Hippos auf Weltreise von 10Tacle für PC (Windows) und Nintendo DS.